# 古澤辰勲
古澤 辰勲（ふるさわ たい、1969年6月16日 - ）は、ソングライター、DJ、映像監督、音楽プロデューサーである。2009年（平成21年）以前は、「古澤 大（読み同じ）」の名義で活動。2020年からFixional Citiesにて活動中。

## 人物
- 三兄弟の長男で、実弟はテレビ朝日アナウンサーの古澤琢、音楽プロデューサーの古澤多希。
- paris match（元）メンバー。同グループでは主に作詞とヴィジュアルを担当。
- Fixional Cities メンバー。ボーカル・ 和田昌哉 とユニット結成、2020年より活動開始。

## 経歴
マーヴィン・ゲイの「I Want You」を聴いて感銘を受け音楽活動を開始後、ユナイテッドアローズに勤務する。
1996年 都内各所のクラブ「Yellow」「Blue」「Room」などでクラブイベントをプロデュース。 またDJとして活動開始。
1998年 MISIA「Never Gonna Cry!」で初めて作詞を担当。
1999年 杉山洋介と音楽制作ユニットparis match結成。クリエイティブ・ディレクター、作詞、映像監督を兼任。
2000年 paris matchとして、ビクターエンタテインメント「aosis records」よりアルバム「volume one」でデビュー。1stシングル「Happy Go Round」が「どっちの料理ショー」EDテーマとなる。エフエム京都にてレギュラー番組放送開始。
2001年 カネボウ化粧品「DEW」とのコラボレーションCD制作。札幌NORTHWAVEにてレギュラー番組放送開始。paris match 2ndシングル「Desert Moon」よりMVディレクターとしての活動を開始。
2002年 松田弘ソロ楽曲「Better Days」歌詞提供。実弟である古澤多希とLAでプロデュースしたBig Logicが2002年の1stシングル「Hyde Ha」でビルボード誌ヒップホップ・R&Bシングルセールスチャート8位を記録。
2003年 paris matchとして、Mt.Fuji Jazz Festivalに出演。キリン氷結果汁プレミアムシリーズCM曲「Summer Breeze」、ポーラ化粧品CM曲「Stay With Me」「Night Flght」「Hello Beautiful Day」を制作。K-MIXにてラジオレギュラー番組開始。
2004年 paris match4thアルバム「Quattro」がADLIB誌の国内アルバムRock Pops賞を受賞。キリン氷結果汁プレミアムシリーズCM曲「太陽の接吻(キス)」、全国専門学校広報研究会CM曲「眠れない悲しい夜なら」、WOWWOWドラマ「コスメティック」主題歌「アルメリアホテル」制作。 
2005年 paris match5thアルバム「b5」(フラット・ファイブ)がADLIB誌 Pop Dance Awardを受賞。paris match「恋の兆し」が第12回日本プロ音楽録音賞優秀賞を受賞。 韓国のJ-POPチャート(Channgo)にてトップ10にparis matchのアルバム3枚が同時にチャートイン。カネボウフーズアイスクリーム「アイベジィ」CF曲「恋の兆し」制作。短編ドキュメンタリー映像「Just a bit about paris match」をプロデュース、監督。オランダ・アムステルダムにてヨーロッパ全土で高名なNEW COOL COLLECTIVEとのレコーディングセッションを行い映像監督を務める。
2006年 paris match「after six pm」が第13回日本プロ音楽録音賞最優秀賞を受賞。paris match映像作品集「anthology2000~2005」リリース。韓国・ソウルにて当時最大のクラブイベントにEmmaと共に第2回ゲストDJとして招聘される。paris matchとして韓国での初ワンマン・ライブを開催し1100人強を集客。
2007年 John-Hoon「オルゴール」の歌詞を手掛ける。花王セグレタ、コンラッド東京とのコラボレーション企画CDのプロデュース・選曲を行う。paris matchよりソロとして独立。
2008年 キューバ人アーティスト、タニア・パントーハのリミックスを村上龍のレーベルよりリリース。自ら立ち上げたレーベル「klockwise」より総合プロデュースを手掛けた宝塚歌劇団出身月路奏の1stアルバムをリリース。収録曲「青粒」CM曲「Happiness」を制作。
2009年 rhythm zoneと音楽作家として業務提携開始。フジテレビ系列「医龍-Team Medical Dragon-3」EDテーマ、DEEP「未来への扉」作曲・編曲を手掛ける。
2010年「古澤 辰勲」と改名。
2011年 安室奈美恵「The Speed Star」「Do Or Die」ライブツアー用編曲を手掛ける。MBLAQ「BABY YOU」C/W「AGAIN」作曲、編曲を手掛ける。
2012年 安室奈美恵「Chase The Chance」ライブツアー用編曲を手掛ける。
2013年 作詞を担当したparis match「Sandstorm」が第20回日本プロ音楽録音賞最優秀賞を受賞。DEEN「Peace & Smile! feat. paris match」の作詞を池森秀一と共同で手掛ける。
2016年 作詞を担当したparis match「Killing You」が第23回日本プロ音楽録音賞最優秀賞を受賞。
2017年 スティングの所有するワイナリー「イル・パラジオ」のプロモーション・イベント「Stand so close to me」の音楽プロデュース。

## 作詞
- MISIA「Never Gonna Cry!」
- 松田弘「Better Days」
- TWO FAITH「STARS」
- カミタミカ「秋色の金曜日」
- vividblaze「collage」
- DEEN「Peace & Smile! feat. paris match」（池森秀一と共作）

## 映像監督
paris match
- 太陽の接吻
- DESERT MOON
- HAPPY-GO-ROUND
- STARS
- JUST A BIT ABOUT PARIS MATCH
- LOVERS RESORT

Fixional Cities
- Till the morning
- Parallel Reality
- Soldiers
- Human
- Latest Hope
- Chocolate Milk
- Beach
- Part of me
- Time Lapse
- Purple Sunset
- 哀しい悪魔
- Kizuato

川畑要
- Midnight Escape

## 音楽監修
- webえほん「すてきなせかいのやさしいまほう」公開中